# Bruine nachtboomslang
De bruine nachtboomslang (Boiga irregularis) is een bomenbewonende slang uit de familie toornslangachtigen (Colubridae) en de onderfamilie Colubrinae.

## Naam en indeling
De wetenschappelijke naam van de soort werd officieel voorgesteld door Johann Matthäus Bechstein in 1802, niet door Blasius Merrem zoals vaak wordt gesteld. Oorspronkelijk werd de wetenschappelijke naam Coluber irregularis gebruikt.
De slang behoorde eerder tot andere geslachten, zoals Triglyphodon, Dipsas en Dipsadomorphus. De soortaanduiding irregularis betekent vrij vertaald 'onregelmatig' en slaat op de grillige dwarsbanden aan de bovenzijde van het lichaam.

## Uiterlijke kenmerken
De bruine nachtboomslang bereikt een lichaamslengte tot ongeveer twee meter maar blijft meestal kleiner. Omdat op Guam natuurlijke vijanden ontbreken en prooien onbeperkt aanwezig zijn, worden de bruine nachtboomslangen daar groter dan normaal. Normaal is een lengte tussen de een en twee meter, op Guam worden de slangen soms tot drie meter lang.
De kop is groot en duidelijk te onderscheiden van de rest van het lichaam door een dunne nek. De ogen zijn zeer groot en hebben een verticale Pupil. Het anaalschild is ongedeeld, de schubben aan de onderzijde van de staart zijn gepaard. Op het midden van de rug zijn negentien tot 23 schubbenrijen in de lengte aanwezig.

## Verspreiding en habitat
Het oorspronkelijke verspreidingsgebied is het oostelijk en noordelijke kustgebied van Australië, oostelijk Indonesië (Sulawesi tot Papoea), Nieuw-Guinea en een groot aantal eilanden in het noordwesten van Melanesië. Binnen Australië komt de soort voor in de staten New South Wales, Noordelijk Territorium, Queensland en West-Australië. De soort is een beruchte invasieve soort die verantwoordelijk is voor het uitroeien van de oorspronkelijke vogelpopulaties op onder meer het eiland Guam.
De habitat bestaat uit tropische en subtropische drogere en vochtige bossen, zowel in bergstreken als in laaglanden. Daarnaast wordt de soort gevonden in tropische en subtropische moerassen, mangroven en droge en vochtige scrublands. Ook in door de mens aangepaste streken zoals landelijke tuinen, plantages, weilanden en stedelijke gebieden kan de slang worden aangetroffen. De soort is aangetroffen van zeeniveau tot op een hoogte van ongeveer 1400 meter boven zeeniveau.

## Ecologisch effect
De bruine boomslang predeert op vogels, hagedissen, vleermuizen, ratten, kleine knaagdieren. Het is een zeer goede klimmer die ook huizen betreedt en gekooide vogels zijn niet veilig voor de slang. Op Guam heeft de slang zich gespecialiseerd op vogels en spitsmuizen.
Het ecologisch effect van de slang treft vooral de vogelstand. Twaalf endemische vogelsoorten waaronder de marianenjufferduif (Ptilinopus roseicapilla), de guammonarch (Myiagra freycineti), de vuurstuitwaaierstaart (Rhipidura rufifrons), de guamral (Gallirallus owstoni) en de op Guam voorkomende ondersoort van de vuurdwerghoningeter (Myzomela rubratra) stierven uit. Daarnaast worden kleine soorten hagedissen en zoogdieren bedreigd want er is een aantoonbaar verband tussen het voorkomen van de slang en de aantallen van deze diersoorten. Verder is er een indirect effect. Veel van de bedreigde of uitgeroeide diersoorten speelden een belangrijke rol bij de bestuiving van planten en bomen.
Uit onderzoek blijkt dat planten en bomen op Guam zich aantoonbaar slechter verbreiden via zaden, dan op vergelijkbare eilanden zonder deze slangen. Daardoor verandert de vegetatie op dit eiland.

## Beschermingsstatus
Door de internationale natuurbeschermingsorganisatie IUCN is de beschermingsstatus 'veilig' toegewezen (Least Concern of LC).

## Afbeeldingen

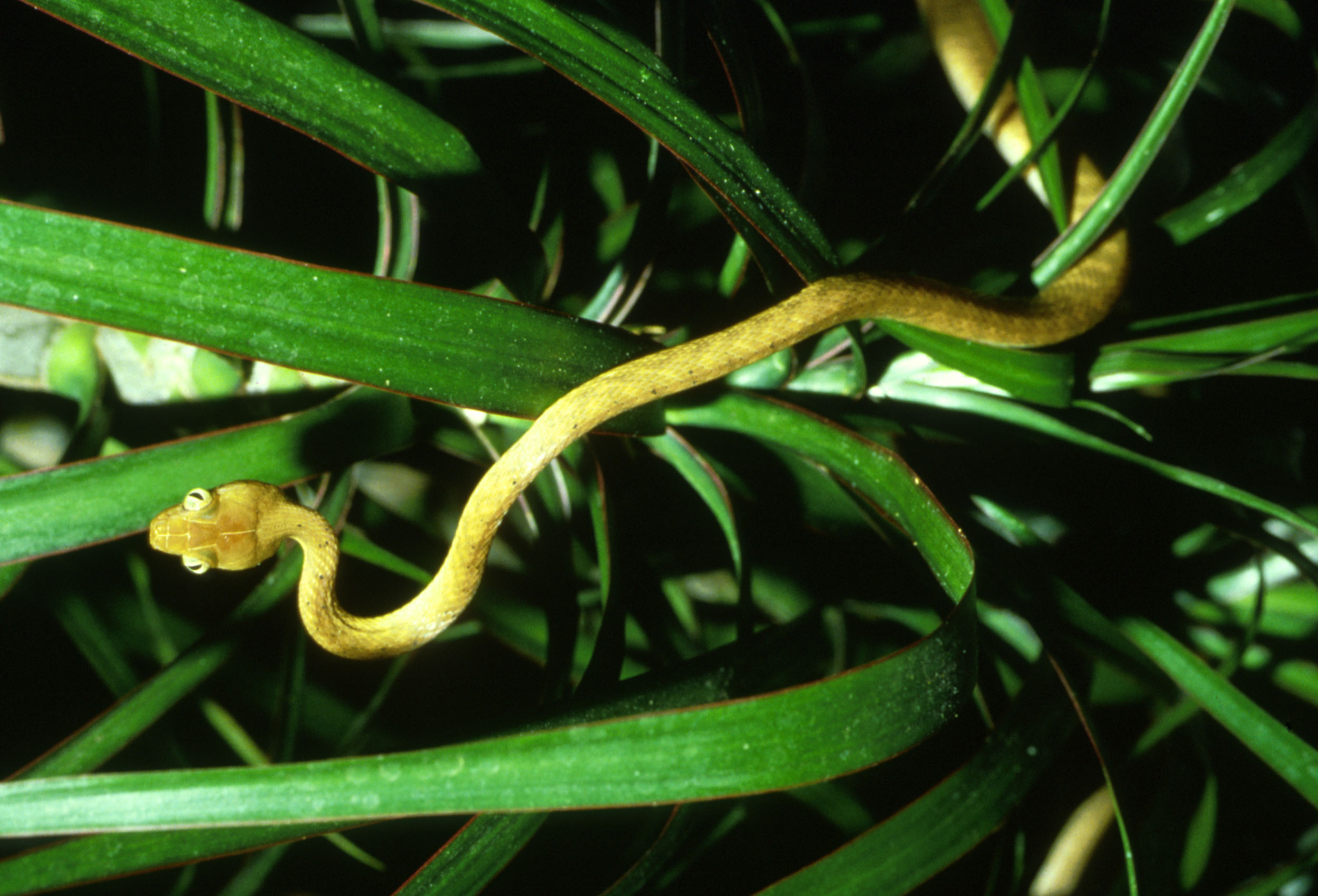
Invasieve soort op Guam
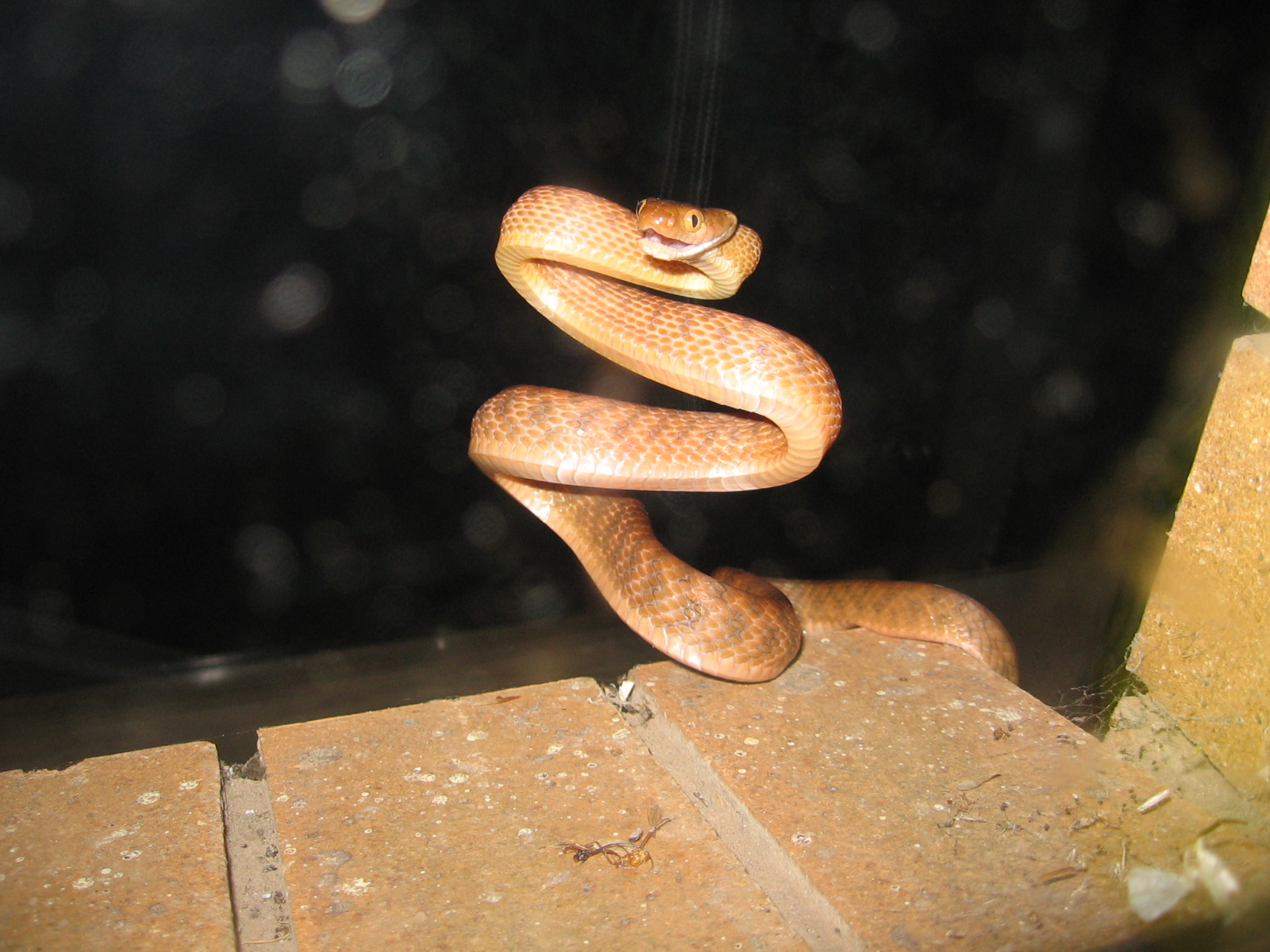
Bruine nachtboomslang in karakteristieke S-houding
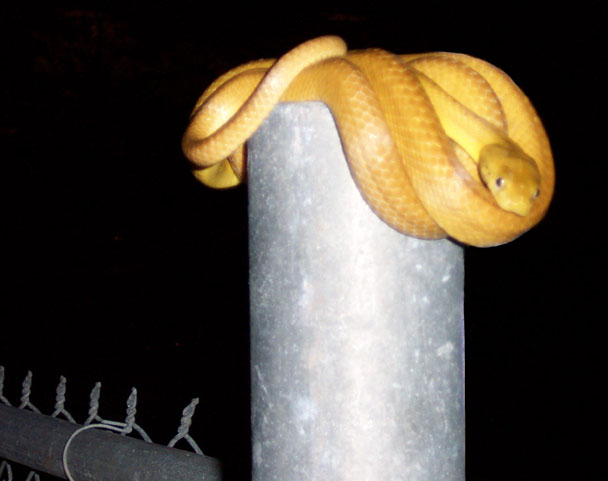
Bruine nachtboomslang op hekpaaltje op Guam